# Parti autonomiste national
 (octobre 2023).
Le Parti autonomiste national (en espagnol Partido Autonomista Nacional, sigle PAN) était un parti politique libéral-conservateur argentin, né le 15 mars 1874 de la fusion des partis autonomiste d’Adolfo Alsina et national de Nicolás Avellaneda. Le PAN présida aux destinées de l’Argentine tout au long de la période allant de 1874 à 1916, période qu’il est d’usage, dans l’historiographie argentine moderne, de désigner par République conservatrice ou oligarchique, les candidats du PAN ayant en effet remporté toutes les élections présidentielles entre 1874 et 1910. Ladite période coïncida avec une forte expansion économique (dans le cadre du modèle agro-exportateur) et s’accompagna d’une consolidation institutionnelle de l’État fédéral.

## Histoire
Avec la fusion du Parti autonomiste et du Parti national en mars 1874, et l’élection de Nicolás Avellaneda en octobre de la même année, le PAN fit son entrée dans l’histoire de l’Argentine. Fortement imprégnés de positivisme et de libéralisme — idéologie qui, s’étant généralisée dans les décennies précédentes, s’appuyait en Argentine sur une tradition déjà solidement ancrée —, les dirigeants du PAN favoriseront la liberté économique dans le cadre du modèle agro-exportateur (exportation de matières premières contre importation de produits manufacturés) et engageront une modernisation institutionnelle du pays, mettant en place notamment l’enseignement gratuit, laïque et universel sur tout le territoire argentin.

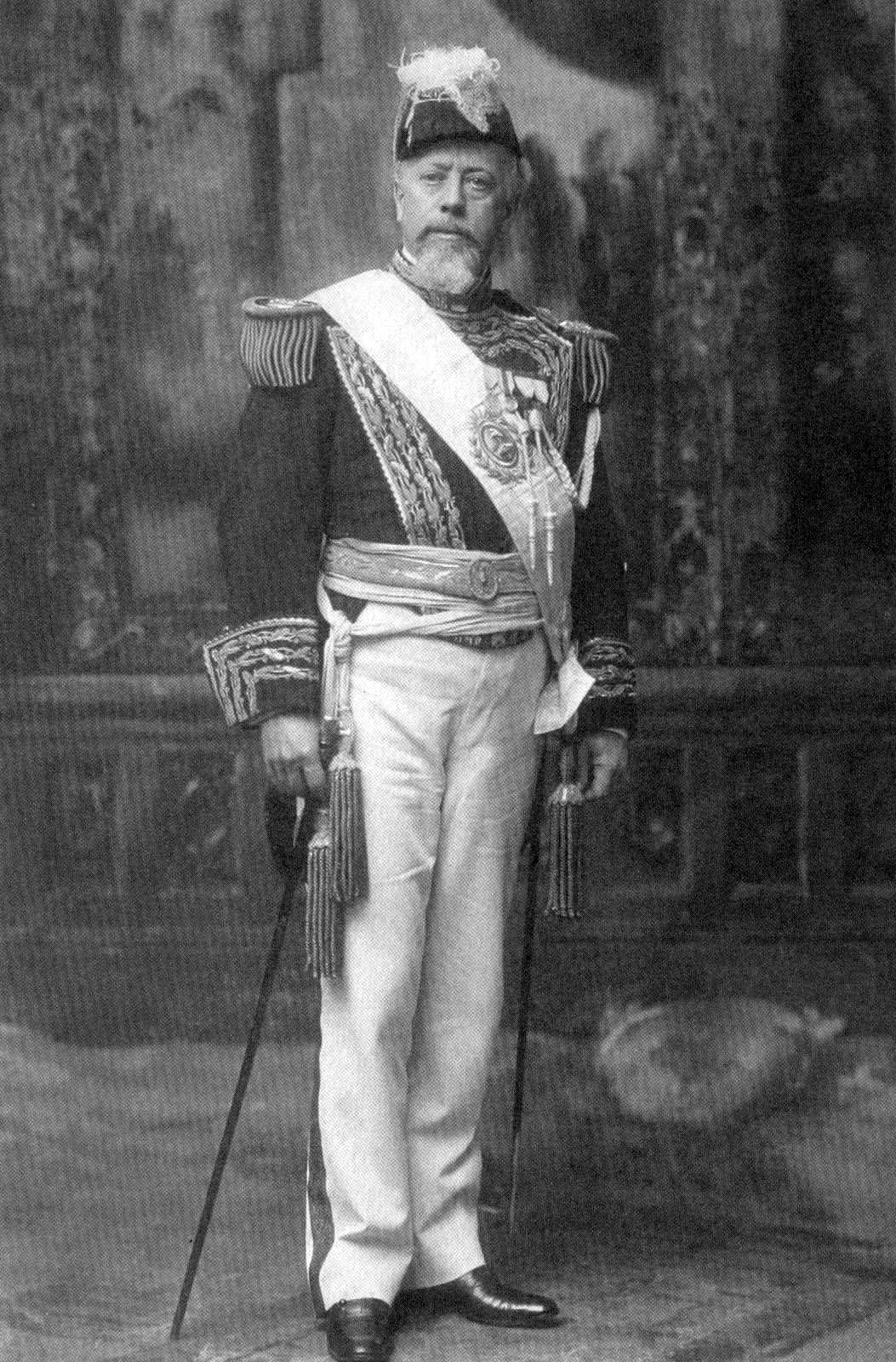
Julio Argentino Roca, figure principale du Parti autonomiste national.

En dépit de leur rhétorique libérale, les hommes politiques du PAN sont passés à l’histoire sous l’appellation de « conservateurs », en raison de leurs pratiques politiques à caractère oligarchique, de la manipulation des élections, du clientélisme, du manque de liberté politique, etc. ; du reste, au début du XXe siècle, le groupe gouvernant lui-même commença à se désigner par le terme « conservateur ». Seront successivement élus président sous l’étiquette du PAN : le Dr Nicolás Avellaneda en 1874, le général Julio A. Roca en 1880, le Dr Miguel Juárez Celman en 1886, le Dr Carlos Pellegrini jusqu’à 1890, le Dr Luis Sáenz Peña en 1892, le Dr José Evaristo Uriburu en 1894 (après la démission du précédent), et Julio A. Roca, pour la deuxième fois, en 1898.
Au lendemain de la tentative de révolution de 1890, dite révolution du Parc, surgit, au sein du PAN, un courant en désaccord avec la direction nationale du parti, qui se fit connaître sous le nom de Ligne moderniste (Línea modernista) et se donnait pour objectif premier de combattre la fraude électorale, devenue constitutive du système politique du pays, et pratiquée par le gouvernement en place autant que par l’opposition, à la faveur du « vote chanté » (voto cantado), c’est-à-dire le vote à voix haute ou à bulletin non secret. Malgré l’échec initial de ce courant, l’on vit ensuite se multiplier au début du XXe siècle les fractions opposées à la dénommée Politique de l’accord, mise en œuvre en particulier par le général Roca afin d’éviter la concurrence électorale. Parmi les opposants se signalaient notamment Roque Sáenz Peña, Carlos Pellegrini, José Figueroa Alcorta, Indalecio Gómez, Ramón J. Cárcano et Francisco Bernabé Madero.
Une alliance de ces groupes, qui prit nom d’Union nationale, réussit en 1910 à obtenir la victoire électorale pour son candidat à la présidence Roque Sáenz Peña, à l’instigation de qui sera adoptée le 10 février 1912 la loi n° 8.871, intitulée loi générale relative aux élections (en espagnol Ley General de Elecciones), dite aussi loi Sáenz Peña, laquelle instaurait le suffrage universel, secret et obligatoire, sur la base d’un registre électoral permanent, pour tout citoyen masculin âgé de 18 ans au moins, argentin de naissance ou naturalisé.
Les premières élections provinciales libres se tinrent cette même année 1912 dans la province de Santa Fe, et le premier scrutin national sous le régime de cette loi fut l’élection présidentielle de 1916. Ces consultations électorales se soldèrent toutes deux par une victoire du parti Union civique radicale (UCR), principal parti d’opposition, constitué peu après la révolution du Parc de 1890, mais qui avait pendant deux décennies maintenu une politique d’abstention ininterrompue.
Après l’entrée en fonction de Sáenz Peña comme chef d’État, le PAN, bien qu’il eût en outre à subir la sécession du parti démocrate progressiste, continua d’exister sous deux dénominations différentes. Cependant, après sa défaite électorale de 1916, le PAN cessa définitivement d’exister, et pendant de nombreuses années, il n’y aura plus en Argentine aucun parti conservateur d’envergure nationale ; ne subsisteront plus désormais que des partis conservateurs provinciaux, entre autres le Parti démocrate de la Ville autonome de Buenos Aires, les Partis démocrates de Córdoba, de Mendoza, d’Entre Ríos, le Parti démocrate libéral dans la province de San Luis, et le Parti autonomiste de Corrientes. Les efforts entrepris en 1930, dans le sillage du coup d’État de septembre 1930, d’unifier ces partis provinciaux en un seul parti national aboutiront à la fondation du Parti démocrate national (PDN) en juillet 1931.